# Acridotarsa nasutitermina
Acridotarsa nasutitermina är en fjärilsart som beskrevs av Filippo Silvestri 1944. Acridotarsa nasutitermina ingår i släktet Acridotarsa och familjen äkta malar. Inga underarter finns listade i Catalogue of Life.